# Bartini T-117
Die Bartini T-117 war ein sowjetisches Transportflugzeug von Robert Ljudwigowitsch Bartini, dessen Prototyp nicht fertig gestellt wurde.

## Geschichte
Von 1944 bis 1948 arbeitete Bartini an der T-117, die zunächst die Projektbezeichnung P-7 hatte. Das Flugzeug wurde als Passagierflugzeug und auch in einer Frachtflugzeugversion entworfen. Die Frachtflugzeugversion verfügte über eine Heckklappe mit Laderampe. Das Flugzeug war ein Schulterdecker mit je einem Schwezow ASch-73-18-Zylinder-Sternmotor mit 2400 PS und einem Vierblattpropeller pro Flügel. Das Hauptfahrwerk hatte zwei Räder und fuhr in die Motorengondel ein. Die Flügel, der Motor und die Anordnung des Hauptfahrwerkes sind vergleichbar mit der Antonow An-26. Die T-117 hatte ein Höhenruder mit angesetztem dreifachem Seitenleitwerk, also je einem Seitenleitwerk am Ende des Höhenleitwerkes sowie einem in der Mitte. Die Leitwerke an den Höhenleitwerkenden waren zu einem Drittel unter dem Niveau des Höhenleitwerkes. Die Konfiguration des Höhen- und Seitenleitwerks ist vergleichbar mit dem der Lockheed Super Constellation. Der Rumpf hatte einen durch drei Kreise geformten Querschnitt, er war damit weit breiter als hoch. Die T-117 war somit das erste sowjetische „wide body“-Flugzeug. Die Transportversion konnte bis zu 8000 kg transportieren. Durch die Heckladerampe war es möglich, Fahrzeuge und Geschütze zu transportieren, dank der verfügbaren Breite war es möglich, zwei Reihen GAZ-67-Jeeps nebeneinander zu transportieren. Alternativ konnten auf vier Bänken entlang der Bordwand und der Rumpfmitte bis zu 80 Soldaten transportiert werden. Für die Passagierversion wurden verschiedene Kabinenentwürfe für bis zu 50 Passagiere erarbeitet bei einer Reichweite bis zu 1600 km und einer Reisegeschwindigkeit von 365 km/h.
Die Konstruktion des Prototyps begann 1946, wurde aber 1948 gestoppt, weil die ASch-73-Motoren für die Tupolew Tu-4 gebraucht wurden. Die Tu-4 hatte zu dieser Zeit, aufgrund einer persönlichen Anordnung Josef Stalins, absolute Priorität. Es wurden daher Pläne für die Verwendung von alternativen Motoren gemacht, wie dem ASch-82FN, dem experimentellen ASch-2-Vierreihen-Sternmotor oder dem 353 kW (480 PS) starken Klimow WK-2-Turboprop-Triebwerk. All dies blieb erfolglos. Die einzige gebaute T-117 wurde nie mit Motoren ausgestattet und verschrottet. Die Aufgaben, für die die T-117 im militärischen Bereich gedacht war, wurden später von der An-8 übernommen.